# Adeline Gousseau
Adeline Gousseau, née le 24 août 1936, est une personnalité politique française. Membre de l'UMP, elle est sénatrice des Yvelines entre 2004 et 2007.

## Biographie
Agricultrice de profession, elle est élue sénatrice des Yvelines le 26 septembre 2004. Elle démissionne de ce mandat le 30 septembre 2007, laissant sa place à Gérard Larcher. 
Elle est adjointe au maire des Alluets-le-Roi entre 2002 et 2008.